# Keith Tkachuk
Keith Matthew Tkachuk (ur. 28 marca 1972 w Bostonie) – amerykański hokeista, reprezentant Stanów Zjednoczonych, czterokrotny olimpijczyk.

## Kariera hokejowa
- Malden Catholic High (1988–1990)
- Boston University (1990–1991)
- Winnipeg Jets (1991–1996)
- Phoenix Coyotes (1996–2001)
- St. Louis Blues (2001–2004, 2006–2010)
  -  Atlanta Thrashers (2007)

### Hokej juniorski
Rozpoczął swoją karierę hokejową w Malden Catholic High School w Malden w stanie Massachusetts. Tkachuk był członkiem reprezentacji USA Juniorów w 1991 i 1992, oraz członkiem kadry olimpijskiej USA w 1992 roku. W drafcie NHL z 1990 został wybrany przez Phoenix Coyotes

### Winnipeg Jets (1992–1996)
Zaledwie kilka dni po zakończeniu Igrzysk Olimpijskich w Albertville, Tkachuk zadebiutował NHL 28 lutego 1992 r., w meczu przeciwko Vancouver Canucks, w którym zdobył asystę. W sezonie zasadniczym zagrał w 17 spotkaniach, w których zdobył 3 bramki i zanotował 5 asyst. W fazie Play-Off Tkachuk trafił 3 razy dla swojej ekipy. Był przez okres 2 sezonów kapitanem drużyny.

### Phoenix Coyotes (1996–2001)
Zespół Jets przeniósł się do Phoenix w stanie Arizona w roku 1996. W sezonie 1996/1997 po raz pierwszy wystąpił w NHL All-Star Game w drużynie Zachodu. Przez cały okres gry w drużynie Kojotów, Tkachuk był znaczącym ogniwem w tej drużynie. Po zakończeniu kariery klub zastrzegł numer 7 dla jego uhonorowania.

### St. Louis Blues i epizod w Atlancie (2001–2010)
Pod koniec sezonu 2000/2001, Keith Tkachuk po 5 sezonach gry w Phoenix, przeniósł się do zespołu St. Louis Blues. Zagrał w 12 meczach sezonu zasadniczego i w 15 meczach fazy Play-Off. Drużyna z St. Louis przegrała dopiero w finale konferencji z drużyną Colorado Avalanche, późniejszym triumfatorem rozgrywek. Tkachuk zdobywając 9 punktów (2 gole i 7 asyst) walnie przyczynił się do tego świetnego wyniku drużyny. 6 kwietnia 2008 został czwartym amerykańskim zawodnikiem, który zdobył 500 bramek w karierze.
25 lutego 2007 został wymieniony. Glen Metropolit przeszedł do St. Louis Blues, natomiast Keith Tkachuk powędrował do Atlanty Thrashers. Po zakończeniu sezonu powrócił do St. Louis. W czerwcu 2009 przedłużył kontrakt z klubem o rok. 7 kwietnia 2010 ogłosił, iż sezon NHL (2009/2010) będzie jego ostatnim w karierze. Dwa dni później rozegrał ostatni mecz w karierze przeciwko ekipie Anaheim Ducks.

### Kariera reprezentacyjna
W reprezentacji USA uczestniczył w turniejach na zimowych igrzyskach olimpijskich 1992, 1998, 2002, 2006 oraz Pucharu Świata 1996, 2004.

## Sukcesy

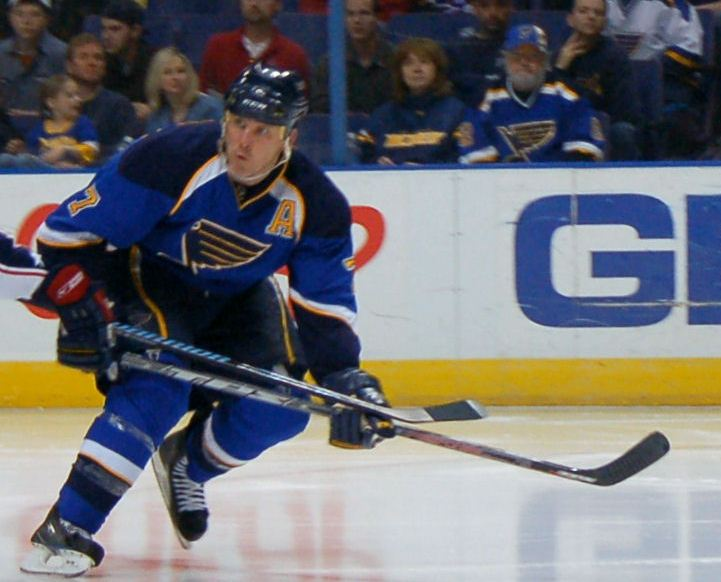
Keith Tkachuk w barwach St. Louis Blues (2008)

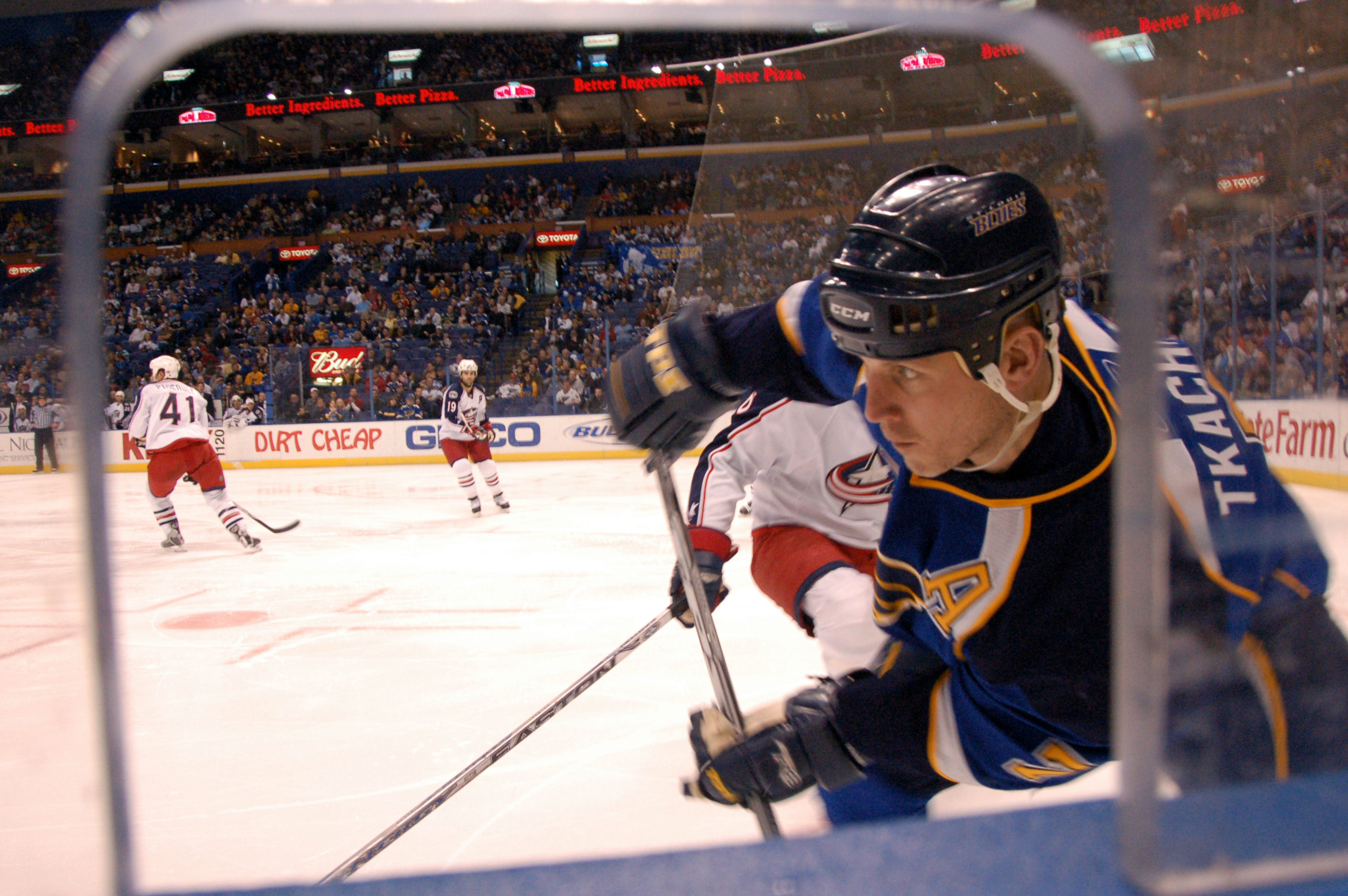
Keith Tkachuk w barwach St. Louis Blues (2008)

Reprezentacyjne
- Brązowy medal mistrzostw świata juniorów do lat 20: 1992
- Srebrny medal zimowych igrzysk olimpijskich: 2002
- Złoty medal Pucharu Świata: 1996

Klubowe
- Mistrzostwo NCAA (Wschód): 1991 z Boston University

Indywidualne
- NHL (1994/1995):
  - Drugi skład gwiazd
- NHL (1996/1997):
  - NHL All-Star Game
  - Maurice Richard Trophy - pierwsze miejsce w klasyfikacji strzelców w sezonie zasadniczym: 52 gole
- NHL (1997/1998):
  - NHL All-Star Game
  - Drugi skład gwiazd
- NHL (1998/1999):
  - NHL All-Star Game
- NHL (2003/2004):
  - NHL All-Star Game
- NHL (2008/2009):
  - NHL All-Star Game

Rekordy
- Jeden z czterech Amerykanów, którzy strzelili 500 goli w NHL
- Szósty Amerykanin, który uzyskał 1000 punktów w NHL

Wyróżnienia
- Galeria Sławy USA: 2011
- Klub Phoenix Coyotes zastrzegł jego numer 7 dla zawodników drużyny: 2011

## Statystyki

### Klubowe
| 1990-91    | Boston U. Terriers | HE  | 36   | 17  | 23  | 40   | 70   | – | – | – | – | –  | –  | –  | –  | –   |
| 1991-92    | Winnipeg Jets      | NHL | 17   | 3   | 5   | 8    | 28   | – | – | – | – | 7  | 3  | 0  | 3  | 30  |
| 1992-93    | Winnipeg Jets      | NHL | 83   | 28  | 23  | 51   | 201  | – | – | – | – | 6  | 4  | 0  | 4  | 14  |
| 1993-94    | Winnipeg Jets      | NHL | 84   | 41  | 40  | 81   | 255  | – | – | – | – | –  | –  | –  | –  | –   |
| 1994-95    | Winnipeg Jets      | NHL | 48   | 22  | 29  | 51   | 152  | – | – | – | – | –  | –  | –  | –  | –   |
| 1995-96    | Winnipeg Jets      | NHL | 76   | 50  | 48  | 98   | 156  | – | – | – | – | 6  | 1  | 2  | 3  | 22  |
| 1996-97    | Phoenix Coyotes    | NHL | 81   | 52  | 34  | 86   | 228  | – | – | – | – | 7  | 6  | 0  | 6  | 7   |
| 1997-98    | Phoenix Coyotes    | NHL | 69   | 40  | 26  | 66   | 147  | – | – | – | – | 6  | 3  | 3  | 6  | 10  |
| 1998-99    | Phoenix Coyotes    | NHL | 68   | 36  | 32  | 68   | 151  | – | – | – | – | 7  | 1  | 3  | 4  | 13  |
| 1999-00    | Phoenix Coyotes    | NHL | 50   | 22  | 21  | 43   | 82   | – | – | – | – | 5  | 1  | 1  | 2  | 4   |
| 2000-01    | Phoenix Coyotes    | NHL | 64   | 29  | 42  | 71   | 108  | – | – | – | – | –  | –  | –  | –  | –   |
| 2000-01    | St. Louis Blues    | NHL | 12   | 6   | 2   | 8    | 14   | – | – | – | – | 15 | 2  | 7  | 9  | 20  |
| 2001-02    | St. Louis Blues    | NHL | 73   | 38  | 37  | 75   | 117  | – | – | – | – | 10 | 5  | 5  | 10 | 18  |
| 2002-03    | St. Louis Blues    | NHL | 56   | 31  | 24  | 55   | 139  | – | – | – | – | 7  | 1  | 3  | 4  | 14  |
| 2003-04    | St. Louis Blues    | NHL | 75   | 33  | 38  | 71   | 83   | – | – | – | – | 5  | 0  | 2  | 2  | 10  |
| 2004-05    | Lockout            | NHL | –    | –   | –   | –    | –    | – | – | – | – | –  | –  | –  | –  | –   |
| 2005-06    | St. Louis Blues    | NHL | 41   | 15  | 21  | 36   | 46   | – | – | – | – | –  | –  | –  | –  | –   |
| 2006-07    | St. Louis Blues    | NHL | 61   | 20  | 23  | 43   | 92   | – | – | – | – | –  | –  | –  | –  | –   |
| 2006-07    | Atlanta Thrashers  | NHL | 18   | 7   | 8   | 15   | 34   | – | – | – | – | 4  | 1  | 2  | 3  | 12  |
| 2007-08    | St. Louis Blues    | NHL | 79   | 27  | 31  | 58   | 69   | – | – | – | – | –  | –  | –  | –  |     |
| 2008-09    | St. Louis Blues    | NHL | 79   | 25  | 24  | 49   | 61   | – | – | – | – | 4  | 0  | 0  | 0  | 12  |
| 2009-10    | St. Louis Blues    | NHL | 67   | 13  | 19  | 32   | 56   | – | – | – | – | –  | –  | –  | –  | –   |
| 20 sezonów | Razem              | NHL | 1201 | 538 | 527 | 1065 | 2219 | - | - | - | - | 89 | 28 | 28 | 56 | 176 |

### Międzynarodowe
| Rok    | Drużyna | Zawody |    | M  | G | A  | Pkt | Kary |
| ------ | ------- | ------ | -- | -- | - | -- | --- | ---- |
| 1992   | USA     | IO     | 8  | 1  | 1 | 2  | 12  |      |
| 1996   | USA     | MŚ     | 7  | 5  | 1 | 6  | 44  |      |
| 1998   | USA     | IO     | 4  | 0  | 2 | 2  | 6   |      |
| 2002   | USA     | IO     | 5  | 2  | 0 | 2  | 2   |      |
| 2004   | USA     | MŚ     | 5  | 5  | 1 | 6  | 23  |      |
| 2006   | USA     | IO     | 6  | 0  | 0 | 0  | 8   |      |
| Ogółem | Ogółem  | Ogółem | 35 | 13 | 5 | 18 | 85  |      |

## Życie prywatnie
Wychowywał się w bostońskiej dzielnicy Medford. Jego ojciec John był strażakiem, a matka Geraldine urzędnikiem miejskim. Ma starszego brata Kevina oraz młodsze siotry Mary Kay i Beth.
Ma pochodzenie irlandzkie od strony matki. Jego nazwisko może kojarzyć się ze słowiańskimi językami. W jednej z wypowiedzi został zapytany o swoje pochodzenie, jednak nie potrafił wyjaśnić czy je posiada wskazując tylko, że nazwisko może być pierwotnie polskie, rosyjskie bądź ukraińskie.
Ma żonę Chantal, którą poślubił 28 lutego 1997. Ma trójkę dzieci: Matthew, Braedena oraz Taryn. Syn Matthew (ur. 1997) uprawia hokej na lodzie. Kuzyn Keitha, Tom Fitzgerald i jego syn Ryan także są hokeistami.
Przydomek "Walt" nadał mu amerykański hokeista pochodzenia polskiego, Ed Olczyk.